# Canens
Canens (lat. "zpívající") je v římské mytologii personifikace písně, nymfa z Latia. Byla dcerou boha Jana a bohyně Venilie.
Byla manželkou Pica, který opovrhoval láskou čarodějnice Kirké a ta ho proměnila v datla. Canens hledala svého manžela šest dní a potom se vrhla do řeky Tibery. Zazpívala poslední píseň a zemřela. Měli jediného syna Fauna.